# 1878 a labdarúgásban
Ez a szócikk 1878 labdarúgással kapcsolatos eseményeit mutatja be.

## 1878-ban alapított labdarúgóklubok
- Arbroath FC
- Ashton United FC
- Burnham FC
- Everton FC
- Grimsby Town FC
- Ipswich Town FC
- Newton Heath L&YR FC (Később Manchester United)
- Matlock Town FC
- West Bromwich Albion FC

## Születések
- január 19. – Herbert Chapman, angol labdarúgó
- február 9. – Jack Kirwan, ír labdarúgó
- augusztus 1. – William Brawn, angol labdarúgó
- december 7. – James Ashcroft, angol labdarúgó
- december – William Bannister, angol labdarúgó
- Georges Garnier, francia labdarúgó